# Birgit Rückert
Birgit Rückert (* 23. Dezember 1961) ist eine deutsche Archäologin, Kulturmanagerin und Autorin von historischen Kriminalromanen. Sie ist Leiterin der Schlossverwaltung Salem, einer der neun Ortsverwaltungen der Staatlichen Schlösser und Gärten Baden-Württemberg.

## Studium und Berufsleben
Während ihres Studiums der Klassischen Archäologie nahm Rückert an Grabungen in Italien, Griechenland und in der Türkei teil. Sie wurde 1992 an der Universität Tübingen mit einer Dissertation über die Funktion der griechischen Herme promoviert. Danach arbeitete sie am Archäologischen Institut der Universität Tübingen, für das Schloss Hohentübingen, für das Tübinger Leibniz-Kolleg und in der Tourismusbranche.
Im Jahr 2003 nahm sie als Nachfolgerin von Annegret Ziegler die Stelle in Salem am Bodensee als Leiterin der Salem Kultur und Freizeit GmbH des Hauses Baden auf Schloss Salem an, bis das Schloss 2009 an das Land Baden-Württemberg verkauft wurde. Seit 2009 ist sie weiterhin Leiterin der Salemer Schlossverwaltung. Neben dem Kloster und Schloss Salem liegen auch das Fürstenhäusle in Meersburg, das Neue Schloss Meersburg, und die Festungsruine Hohentwiel in Singen in ihrem Zuständigkeitsbereich.
In diesem Zusammenhang saß sie im Vorstand des Internationalen Bodensee-Verkehrsvereins und war von 2007 und 2009 dessen Vorsitzende.

## Autorin historischer Romane
Neben der Herausgabe von Publikationen im Bereich der Kulturtourismus schreibt Rückert seit 2018 auch historische Kriminalromane,
deren Kulisse das Salemer Kloster des Zisterzienserordens ist. Der erste Roman, Das Geheimnis von Salem, spielt im Jahr 1485 und fängt mit dem Tod eines fiktiven Klostermönchs an. Ihr Protagonist, Bruder Johannes, untersucht die Umstände, die damit in Zusammenhang stehen, um den rätselhaften Todesfall aufzuklären. Im zweiten Roman, Schatten über Salem, wird Bruder Johannes nach Rom geschickt, um einen Mord, der dem Überlinger Arzt Matthias Reichlin von Meldegg zur Last gelegt wird, aufzuklären. Als Rahmenhandlung dient ein im 21. Jahrhundert stattfindendes Kolloquium im Schloss Salem, bei dem ein rätselhafter Fund infolge der Freilegung eines mittelalterlichen Grabes präsentiert wird. Im dritten Roman, Der Abt von Salem, reist Bruder Johannes im Jahr 1494 zum Kloster Cîteaux im Burgund und wird nicht nur Zeuge von kirchlichen und weltlichen Machtspielen, sondern auch selbst eines Mordes verdächtigt.

## Schriften (Auswahl)
- Corpus Vasorum Antiquorum Deutschland. Bd. 68: Tübingen VI. Antikensammlung des Archäologischen Instituts der Universität Tübingen. C. H. Beck, München 1996, ISBN 978-3-406-40677-5.
- Corpus Vasorum Antiquorum Deutschland. Bd. 69: Tübingen VII. Antikensammlung des Archäologischen Instituts der Universität Tübingen. C. H. Beck, München 1997, ISBN 978-3-406-41981-2.
- Die Herme im öffentlichen und privaten Leben der Griechen. Untersuchungen zur Funktion der griechischen Herme als Grenzmal, Inschriftenträger und Kultbild des Hermes. Roderer, Regensburg 1998, ISBN 3-89073-283-6 (= Dissertation, Universität Tübingen 1992).
- mit Helmut Ziegler, Sophie zu Löwenstein, Tobias Engelsing: Feuerwehrmuseum Salem: Einblicke in drei Jahrhunderte. Labhard Medien, Konstanz 2018, ISBN 978-3-9447-4151-2.

Kloster-Saga
- Das Geheimnis von Salem. Eine fast wahre Geschichte. Gmeiner-Verlag, Meßkirch 2018, ISBN 978-3-8392-2197-6.
- Schatten über Salem. Eine fast wahre Geschichte. Gmeiner-Verlag, Meßkirch 2019, ISBN 978-3-8392-6167-5.
- Der Abt von Salem. Gmeiner-Verlag, Meßkirch 2022, ISBN 978-3-8392-0115-2.
- Der Abt von Salem – Im Bann der Medici. Gmeiner-Verlag, Meßkirch 2025, ISBN 978-3-8392-0855-7.